# Бьёрншерна, Оскар Магнус Фредрик
Оскар Магнус Фредрик Бьёрншерна (швед. Oscar Björnstjerna; 6 марта 1819, Стокгольм — 2 сентября 1905, там же) — шведский военный, политический и государственный деятель, дипломат, министр иностранных дел Швеции (1872—1880). Член парламента Швеции. Генерал-майор (1865).

## Биография
Сын Магнуса Бьёрншерна (1779—1847), военного деятеля, дипломата и писателя.
Пошёл по стопам отца и сделал карьеру на военной и дипломатической службе.
С 1838 г. служил младшим лейтенантом драгунского корпуса, с 1845 г. — лейтенант. В 1855 г. стал капитаном кавалерии.
С 1858 г. — майор, затем с 1862 г. — подполковник. В 1865 г. ему было присвоено звание генерал-майора.
Член консервативной партии. В 1865—1872 годах — посол Швеции в Российской империи. В 1864 году был назначен послом Швеции в Дании. 

В 1844—1866 годах — член Первой палаты риксдага — парламента Швеции. Депутат сословного риксдага Швеции
В 1872—1880 годах занимал пост министра иностранных дел Швеции.
Позже в парламенте работал над оборонными реформами и политикой шведского союза с норвежцами. Был специальным советником по внешней политике, в том числе у премьер-министра Эрика Густава Бострёма.
Был членом Королевской академии словесности и Королевской академии военных наук (с 1851).
Похоронен на стокгольмском кладбище Норра бегравнингсплатсен.

## Награды
- Орден Полярной звезды (трижды)
- Орден Серафимов (1874)
- Орден Меча
- Орден Меджидие
- Орден Белого Орла
- Орден Белого орла (Польша)
- Орден Святой Анны I степени
- Орден Святого Станислава (Российская империя) 2 степени
- Орден Святого Карла (Монако)
- Большой крест ордена Святых Маврикия и Лазаря
- Большой крест ордена Святого Олафа
- Большой крест ордена Непорочного зачатия Девы Марии Вила-Висозской
- Большой крест Австрийского ордена Леопольда
- Большой крест ордена Красного Орла
- Большой крест Ордена Дубовой короны
- Большой крест Ордена Данеброг
- Орден Звезды Румынии